# زیگازا
زیگازا (انگلیسی: Zigaza) یک شهرک در استان باشقیرستان کشور روسیه است.